# (1595) Tanga
(1595) Tanga est un astéroïde de la ceinture principale découvert le 1er juin 1930 à Johannesbourg par les astronomes sud-africains Cyril V. Jackson et Harry Edwin Wood.

## Historique
Il est nommé en l'honneur d'un port sur la côte est de la Tanzanie.